# 페퍼포그
페퍼포그는 고추를 의미하는 Pepper(페퍼)와 안개를 발사하는 차량을 뜻하는 Fogger(포거)를 합친 말이며, 정식 명칭은 "깨스차"이다.

## 구형 페퍼포그
1979년 8월 31일부터 기아 복사와 타이탄 1.25톤, 신진 지프를 기반으로 1호, 2호, 3호가 제작되었다.

## 신형 페퍼포그
1986년부터 제작되기 시작하였으며, 기아 타이탄을 기반으로 5호와 6호가 제작되었다. 1998년까지 제작되었고 현재는 민간에게 매각되거나 다목적 방패차로 개조되기도 하며, 제설차로 이용되기도 한다.